# دنزل دومفریس
دنزل دامفریز (هلندی: Denzel Dumfries؛ زادهٔ ۱۸ آوریل ۱۹۹۶) بازیکن فوتبال اهل هلند است که برای باشگاه فوتبال اینتر میلان در پست مدافع راست بازی می‌کند.
از باشگاه‌هایی که در آن بازی کرده‌است می‌توان به اسپارتا روتردام، هیرنفین، پی‌اس‌وی آیندهوون و اینتر میلان اشاره کرد.

## افتخارات

### باشگاهی
اسپارتا روتردام
- لیگ دسته اول فوتبال هلند(۱): ۱۶–۲۰۱۵

اینتر میلان
- سری آ(۱): ۲۴–۲۰۲۳
- جام حذفی فوتبال ایتالیا(۲): ۲۲–۲۰۲۱، ۲۳–۲۰۲۲
- سوپر جام فوتبال ایتالیا(۳): ۲۰۲۱، ۲۰۲۲، ۲۰۲۳
- لیگ قهرمانان اروپا: ۲۳–۲۰۲۲، ۲۵–۲۰۲۴ (نایب‌قهرمان)

### فردی
- تیم منتخب لیگ برتر فوتبال هلند: ۱۹–۲۰۱۸

## آمار ملی

### گل های ملی

#### گل‌های ملی (آروبا)
| شماره | تاریخ        | میزبان    | بازی ملی | حریف | نتیجه | رقابت   |
| ----- | ------------ | --------- | -------- | ---- | ----- | ------- |
| ۱     | ۳۰ مارس ۲۰۱۴ | اورنجستاد | ۲        | گوآم | ۲–۰   | دوستانه |

#### گل‌های ملی(هلند)
تا تاریخ ۲ جولای ۲۰۲۵
| شماره | تاریخ           | میزبان   | بازی ملی | حریف     | نتیجه | رقابت                    |
| ----- | --------------- | -------- | -------- | -------- | ----- | ------------------------ |
| ۱     | ۱۳ ژوئن ۲۰۲۱    | آمستردام | ۲۰       | اوکراین  | ۳–۲   | جام ملت‌های اروپا ۲۰۲۰    |
| ۲     | ۱۷ ژوئن ۲۰۲۱    | آمستردام | ۲۱       | اتریش    | ۲–۰   | جام ملت‌های اروپا ۲۰۲۰    |
| ۳     | ۱۱ اکتبر ۲۰۲۱   | روتردام  | ۲۸       | جبل طارق | ۶–۰   | مقدماتی جام جهانی ۲۰۲۲   |
| ۴     | ۳ ژوئن ۲۰۲۲     | بروکسل   | ۳۳       | بلژیک    | ۴–۱   | لیگ ملت‌های اروپا ۲۳–۲۰۲۲ |
| ۵     | ۱۱ ژوئن ۲۰۲۲    | روتردام  | ۳۴       | لهستان   | ۲–۲   | لیگ ملت‌های اروپا ۲۳–۲۰۲۲ |
| ۶     | ۳ دسامبر ۲۰۲۲   | الریان   | ۴۱       | آمریکا   | ۳–۱   | جام جهانی ۲۰۲۲ قطر       |
| ۷     | ۱۰ سپتامبر ۲۰۲۴ | آمستردام | ۶۰       | آلمان    | ۲–۲   | لیگ ملت‌های اروپا ۲۵–۲۰۲۴ |
| ۸     | ۱۱ اکتبر ۲۰۲۴   | بوداپست  | ۶۱       | مجارستان | ۱–۱   | لیگ ملت‌های اروپا ۲۵–۲۰۲۴ |
| ۹     | ۱۶ نوامبر ۲۰۲۴  | آمستردام | ۶۳       | مجارستان | ۴–۰   | لیگ ملت‌های اروپا ۲۵–۲۰۲۴ |

### بازی‌های ملی
| آروبا | آروبا | آروبا | آروبا |
| سال   | بازی  | گل    |       |
| ----- | ----- | ----- | ----- |
| ۲۰۱۴  | ۲     | ۱     |       |
| مجموع | ۲     | ۱     |       |
| هلند  |       |       |       |
| سال   | بازی  | گل    |       |
| ۲۰۱۸  | ۳     | ۰     |       |
| ۲۰۱۹  | ۶     | ۰     |       |
| ۲۰۲۰  | ۵     | ۰     |       |
| ۲۰۲۱  | ۱۶    | ۳     |       |
| ۲۰۲۲  | ۱۲    | ۳     |       |
| ۲۰۲۳  | ۸     | ۰     |       |
| ۲۰۲۴  | ۱۳    | ۳     |       |
| ۲۰۲۵  | ۲     | ۰     |       |
| مجموع | ۶۵    | ۱۰    |       |

## عملکرد ملی
دومفریس در تیم های ملی آروبا، زیر ۲۰ سال هلند، زیر ۲۱ سال هلند سابقه بازی دارد. 
رونالد کومان برای اولین بار در اکتبر ۲۰۱۸ دامفریس را در ترکیب هلند قرار داد. او اولین بازی بین المللی خود را در برابر تیم ملی فوتبال آلمان در ۱۳ اکتبر ۲۰۱۸ انجام داد و در پایان  ۳–۰ پیروز شد. او همچنین اولین گل ملی خود را در ۱۳ ژوئن ۲۰۲۱ مقابل تیم ملی فوتبال اوکراین به ثمر رساند.